# Махньов Валерій Олексійович
Махньов Валерій Олексійович — радянський і український кінооператор-постановник.

## Життєпис
Народився 1 січня 1955 р. у ст. Бессарабська Молдова. 
Закінчив Київський державний інститут театрального мистецтва ім. І. Карпенка-Карого (1979, майстерня М. Чорного). 
Працює на Одеській кіностудії.
Член Національної спілки кінематографістів України.

## Фільмографія
- «Зелений фургон» (1983, 2-й оператор, у співавт. з О. Чубаровим)
- «Скарга» (1986, 2-й оператор, у співавт. з О. Чубаровим)
- «На вістрі меча» (1986, 2-й оператор, у співавт. з М. Курганським)
- «Три історії» (1997, 2-й оператор; реж. К. Муратова)

Оператор-постановник:
- «Сніг у липні» (1984, т/ф, 2 с, у співавт.)
- «…а кулька летить» (1987, т/ф)
- «Одна неділя» (1988)
- «На знак протесту» (1989, т/ф)
- «Навіки — 19» (1989)
- «Пустеля» (1991)
- «Кульгаві увійдуть першими» (1992)
- «Анекдотіада, або Історія Одеси в анекдотах» (1994, т/ф, 5 с.)
- «Чеховські мотиви» (2002, реж. К. Муратова)
- «Вишивальниця в сутінках» (2002)
- «Кіра» (2003, у співавт.; док. фільм про творчість українського кінорежисера Кіри Муратової)
- «Спасибі» (2003)
- «Повернення Мухтара-1» (2003, т/с, у співавт.; Росія)
- «Фаворит» (2005, т/с, Росія)
- «Чортогін» (2005, к/м, Росія)
- «Ніцше в Росії» (2007)
- «Мушкетери Катерини» (2007, т/с, Росія)
- «Стріляй негайно!» (2008, у співавт.; реж. В. Новак, Росія—Україна)
- «Людина з бульвару КапуциноК» (2009) та ін.